# Chandra Wilson
Chandra Danette Wilson (Houston, 27 agosto 1969) è un'attrice statunitense, nota per il ruolo di Miranda Bailey nella serie televisiva della ABC Grey's Anatomy e nei relativi spin-off Private Practice e Station 19.

## Biografia
Chandra Wilson nasce a Houston in Texas. La sua carriera teatrale inizia molto presto, infatti all'età di appena cinque anni recita col Houston-based Theatre Under the Stars (TUTS).
Frequenta la High School for the Performing and Visual Arts di Houston e successivamente la Tisch School of the Arts alla New York University, dove ottiene il suo BFA in Arti Drammatiche.

### Carriera
Dopo aver partecipato in piccoli ruoli in serie televisive e film, nel 2001 ottiene il suo primo ruolo regolare, nella miniserie Bob Patterson, creata da Jason Alexander.
Nel 2005, mentre lavora come bancaria, partecipa ad un provino per l'episodio pilota di Grey's Anatomy. Ottiene così il suo ruolo più importante, quello della dottoressa Miranda Bailey, che inizialmente doveva essere una donna bionda caucasica. La scelta finale fu tra lei e l'attrice Kristin Chenoweth.
La serie diventa un successo, e Chandra viene nominata nel 2006, 2007, 2008 e 2009 per l'Emmy Award come Best Supporting Actress in a Drama. Ha inoltre ricevuto la nomination e vinto il Screen Actors Guild Award nel 2007 come Outstanding Female Actor in a Drama Series.
Nel 2009 è apparsa in due episodi della serie spin-off di Grey's Anatomy Private Practice. Nello stesso anno ha debuttato come regista, dirigendo il settimo episodio della sesta stagione di Grey's Anatomy intitolato Diamo una possibilità alla pace.
Tra le sue apparizioni televisive vanno ricordate quelle nelle serie televisive Law & Order - I due volti della giustizia, Sex and the City e I Soprano e nei film Stella solitaria e Philadelphia.
Chandra Wilson partecipa spesso anche a rappresentazioni teatrali, tra le quali vanno ricordate The Good Times Are Killing Me, in cui recita nel ruolo di Bonna Willis e Caroline, or Change. È anche un'abile cantante.

## Vita privata
Wilson ha un compagno con cui ha tre figli: Serena (1992), Joy (1998) e Michael (2005).

## Filmografia

### Attrice

#### Cinema
- Philadelphia, regia di Jonathan Demme (1993)
- Stella solitaria (Lone Star), regia di John Sayles (1996)
- Head of State, regia di Chris Rock (2003) − non accreditata
- Strangers with Candy, regia di Paul Dinello (2005)
- Frankie & Alice, regia di Geoffrey Sax (2010)

#### Televisione
- I Robinson (The Cosby Show) − serie TV, episodio 5x15 (1989)
- Law & Order - I due volti della giustizia (Law & Order) − serie TV, episodio 2x18 (1992)
- CBS Schoolbreak Special − serie TV, episodio 10x01 (1992)
- Cosby − serie TV, episodio 4x15 (2000)
- Squadra emergenza (Third Watch) − serie TV, episodio 2x20 (2001)
- 100 Centre Street − serie TV, un episodio (2001)
- Bob Patterson − serie TV, 4 episodi (2001)
- Sex and the City − serie TV, episodio 5x01 (2002)
- Law & Order - Unità vittime speciali (Law & Order: Special Victims Unit) − serie TV, episodi 4x08-7x03 (2002-2005)
- Queens Supreme − serie TV, episodio 1x10 (2003)
- I Soprano (The Sopranos) − serie TV, episodio 5x10 (2004)
- Grey's Anatomy − serie TV, 382 episodi (2005-in corso) − Miranda Bailey
- Amiche per caso (Accidental Friendship), regia di Don McBrearty − film TV (2008)
- Private Practice − serie TV, episodi 2x16-3x03 (2009)
- Station 19 − serie TV (2018-2024)
- Sinfonia del Natale − film TV (2018)

### Doppiatrice
- A Single Woman, regia di Kamala Lopez (2008)

## Riconoscimenti
- Emmy Awards
  - 2006 − Candidatura alla miglior attrice non protagonista in una serie drammatica per Grey's Anatomy
  - 2007 − Candidatura alla miglior attrice non protagonista in una serie drammatica per Grey's Anatomy
  - 2008 − Candidatura alla miglior attrice non protagonista in una serie drammatica per Grey's Anatomy
  - 2009 − Candidatura alla miglior attrice non protagonista in una serie drammatica per Grey's Anatomy
  - 2009 − Candidatura alla miglior attrice protagonista in una miniserie o film per la televisione per Accidental Friendship
- BET Awards
  - 2007 − Candidatura alla miglior attrice per Grey's Anatomy
  - 2008 − Candidatura alla miglior attrice per Grey's Anatomy
- NAACP Image Awards
  - 2006 − Candidatura alla miglior attrice non protagonista in una serie drammatica per Grey's Anatomy
  - 2007 − Miglior attrice non protagonista in una serie drammatica per Grey's Anatomy
  - 2008 − Miglior attrice non protagonista in una serie drammatica per Grey's Anatomy
  - 2009 − Miglior attrice protagonista in una serie drammatica per Grey's Anatomy
  - 2009 − Candidatura alla miglior attrice in un film per la televisione, una miniserie o uno speciale drammatico per Accidental Friendship
  - 2010 − Candidatura alla miglior attrice protagonista in una serie drammatica per Grey's Anatomy
  - 2010 − Miglior regia in una serie drammatica per Give Peace a Chance (Grey's Anatomy)
  - 2011 − Candidatura alla miglior attrice protagonista in una serie drammatica per Grey's Anatomy
  - 2012 − Candidatura alla miglior attrice protagonista in una serie drammatica per Grey's Anatomy
  - 2013 − Candidatura alla miglior attrice protagonista in una serie drammatica per Grey's Anatomy
  - 2014 − Candidatura alla miglior attrice protagonista in una serie drammatica per Grey's Anatomy
  - 2015 − Candidatura alla miglior attrice non protagonista in una serie drammatica per Grey's Anatomy
  - 2022 − Candidatura alla miglior attrice non protagonista in una serie drammatica per Grey's Anatomy
- Satellite Awards
  - 2008 − Candidatura alla miglior attrice non protagonista in una serie, miniserie o film per la televisione per Grey's Anatomy
- Screen Actors Guild Awards
  - 2006 − Candidatura al miglior cast in una serie drammatica per Grey's Anatomy
  - 2007 − Miglior attrice protagonista in una serie drammatica per Grey's Anatomy
  - 2007 − Miglior cast in una serie drammatica per Grey's Anatomy
  - 2008 − Candidatura al miglior cast in una serie drammatica per Grey's Anatomy

## Doppiatrici italiane
Nelle versioni in italiano dei suoi lavori, Chandra Wilson è stata doppiata da:
- Barbara Castracane in Grey's Anatomy, Private Practice, Station 19
- Chiara Gioncardi in Frankie & Alice